# Число парування
Число́ парува́ння графа {\displaystyle G} — розмір найбільшого парування в ньому.
У довільному графі число парування можна знайти за допомогою алгоритму Едмондса за час {\displaystyle O(|E||V|^{2})}. Мікалі й Вазірані показали алгоритм, який будує найбільше парування за час {\displaystyle O(|E||V|^{1/2})}. Інший (рандомізований) алгоритм, розроблений Муча і Санковським (Mucha, Sankowski), заснований на швидкому множенні матриць, дає складність {\displaystyle O(V^{2.376})}.
У графі {\displaystyle G=(V,E)} без ізольованих вершин число парування {\displaystyle \nu (G)} пов'язане з числом реберного покриття {\displaystyle \rho (G)} другою тотожністю Галлаї: {\displaystyle \nu (G)+\rho (G)=|V|}, з якої, в свою чергу, випливає нерівність {\displaystyle \nu (G)\leq \rho (G)}. Якщо в графі існує досконале парування, то {\displaystyle \nu (G)=\rho (G)=|V|/2}.
У будь-якому графі {\displaystyle G} також виконується нерівність {\displaystyle \nu (G)\leq \tau (G)}, де {\displaystyle \tau (G)} — число вершинного покриття графа {\displaystyle G}. У двочастковому графі {\displaystyle G}, внаслідок теореми Кеніга, {\displaystyle \nu (G)=\tau (G)}.